# Жаботи
Жаботи (порт. Jaboti) — муниципалитет в Бразилии, входит в штат Парана. Составная часть мезорегиона Север Пиунейру-Паранаэнси. Входит в экономико-статистический микрорегион Ибаити. Население составляет 4748 человек на 2006 год. Занимает площадь 139,210 км². Плотность населения — 34,1 чел./км².

## История
Город основан в 1954 году.

## Статистика
- Валовой внутренний продукт на 2003 год составляет 23 004 531,00 реалов (данные: Бразильский институт географии и статистики).
- Валовой внутренний продукт на душу населения на 2003 год составляет 4919,70 реалов (данные: Бразильский институт географии и статистики).
- Индекс развития человеческого потенциала на 2000 год составляет 0,699 (данные: Программа развития ООН).

## География
Климат местности: субтропический. В соответствии с классификацией Кёппена, климат относится к категории Cfa.